# 池上会館 (大田区)
池上会館（いけがみかいかん）は、東京都大田区池上にある区立施設である。

## 歴史
- 1954年に、大田区民会館として開館した。この時に大田区歌の歌詞の公募も行われ作曲は山田耕筰が担当した[1]。
- 1966年10月30日、日本共産党第10回大会の最終日が開催された（前日までは世田谷区民会館で開催）。

## 施設
- 和室
- 多目的ホール
- コンピュータ室
- 調理室
- 小研修室
- 中研修室
- 視聴覚室
- 集会室
- 第一会議室
- 第二会議室
- 白梅の間
- 紅梅の間
- 竹の間
- 松の間
- 科学室
- 展示ホール

## その他
- 会館の庭には日朗菩薩草庵之地の碑がある[2]。